# José María Piriz
José María Piriz (Rivera, Uruguay, 1° de abril de 1943) es un exfutbolista uruguayo, que formó parte de varios clubes en Uruguay, Ecuador y Chile.

## Biografía
Surgido del Rampla Juniors de Uruguay, de la mano de William Martínez, arribó al fútbol ecuatoriano en el año 1966, para el Deportivo Quito; su paso por los chullas, no tuvo mayor trascendencia.
Al año siguiente, juega la Copa Libertadores de América con Emelec, donde por su buena actuación, sorprende a la dirigencia de Colo-Colo de Chile, equipo que de inmediato lo incorpora a sus filas, logrando destacarse en el cacique araucano.
Pese a esto, Piriz, tuvo fama de mal genio en el club chileno, ya que, en un partido frente a Rangers de Talca. A los 38' del primer tiempo, el charrúa agredió a su compañero Aldo Valentini. El conflicto entre los dos colocolinos, fue iniciado por el propio Piriz, quien insultó a Valentini, luego de una jugada. Este respondió de igual forma, con gestos bastante exaltados. Piriz volvió a reaccionar, aunque esta vez, lo hizo con un severo golpe, que dejó en la lona a su compañero. El árbitro Ricardo Romero, de acuerdo con el reglamento, expulsó al jugador uruguayo, mientras que Valentini estuvo varios minutos, tratando de reponerse de la agresión.
Pese a ese lamentable hecho, Piriz igual salió campeón del fútbol chileno con los albos en 1970, donde compartió equipo con jugadores como Carlos Caszely y Francisco Valdés y sin duda, Piriz tuvo un buen paso por el equipo colocolino.
Posteriormente retorna al ballet azul, para marcar un verdadero ciclo de oro. Fue un verdadero maestro, de una categoría inigualable, de una regularidad manifiesta.
Elegante hasta la saciedad, era un verdadero amo y señor del área. Marcó toda una época de la defensa azul de Emelec, la misma que tuvo su corolario, en el título del año 1973, con García, en el arco y creando nuevas figuras a su lado, como Jéfferson Camacho, Jorge Valdez, Pancho Molestina, entre otros, que iban cogiendo el estilo de juego que imponía el maestro.

## Clubes
| Club            | País    | Año         |
| --------------- | ------- | ----------- |
| Rampla Juniors  | Uruguay | 1965        |
| Deportivo Quito | Ecuador | 1966        |
| Emelec          | Ecuador | 1967        |
| Colo-Colo       | Chile   | 1968 - 1970 |
| Emelec          | Ecuador | 1971 - 1974 |
| LDU Portoviejo  | Ecuador | 1974        |

## Palmarés

### Campeonatos nacionales
| Título             | Club      | País    | Año  |
| ------------------ | --------- | ------- | ---- |
| Primera División   | Colo-Colo | Chile   | 1970 |
| Serie A de Ecuador | Emelec    | Ecuador | 1972 |